# Сентер Појнт (Луизијана)
Сентер Појнт (енгл. Center Point) насељено је место без административног статуса у америчкој савезној држави Луизијана.

## Демографија
По попису из 2010. године број становника је 492.
| Група             | 2000.    | 2010.       |
| Белци             | 0 (0,0%) | 473 (96,1%) |
| Афроамериканци    | 0 (0,0%) | 11 (2,2%)   |
| Азијати           | 0 (0,0%) | 5 (1,0%)    |
| Хиспаноамериканци | 0 (0,0%) | 3 (0,6%)    |
| Укупно            | 0        | 492         |